# Olivetti Serie Spazio
La Serie Spazio è una serie di mobili realizzata dalla Olivetti Synthesis. Progettata dallo Studio BBPR, ha vinto il premio Compasso d'oro nel 1962

## Contesto
A partire dagli anni '60 la Olivetti Synthesis avvia la produzione verso arredamenti concepiti con criteri di modularità e componibilità. 
La nuova strategia infatti è quella di produrre non più solo schedari e classificatori, elementi che avevano decretato il successo dell'azienda prima della guerra, ma anche supporti per le macchine per ufficio, scrivanie, scaffali, librerie, sedie, poltrone e quant'altro.. Il primo esempio della nuova politica aziendale fu appunto la Serie Spazio.

## Descrizione del prodotto
La Serie Spazio entra sul mercato nel 1960 ed è stata disegnata dagli architetti Belgiojoso, Peressutti e Rogers, cioè lo Studio BBPR. La serie rappresenta una svolta rispetto ai tradizionali mobili per l'ufficio ed è stata studiata per adattarsi a qualunque ufficio, in particolar modo quelli basati sulla distribuzione a open space che stava andando diffondendosi in quegli anni.

## Riconoscimenti
Nel 1962 la Serie Spazio ottiene il riconoscimento del Compasso d'Oro.
La scrivania della Serie Spazio è esposta al MOMA di New York.